# Pogorzel Wielka
Pogorzel Wielka (deutsch (Groß) Brennen, bis 1907 Groß Pogorzellen) ist ein Dorf in der polnischen Woiwodschaft Ermland-Masuren, das zur Gmina Biała Piska (Stadt- und Landgemeinde Bialla, 1938 bis 1945 Gehlenburg) im Powiat Piski (Kreis Johannisburg) gehört.

## Geographische Lage
Pogorzell Wielka liegt im Südosten der Woiwodschaft Ermland-Masuren, 25 Kilometer nordöstlich der Kreisstadt Pisz (deutsch Johannisburg).

## Geschichte
Das ursprünglich Pogorzellen, nach 1579 Groß Pogorschellen, bis 1907 Groß Pogorzellen, bis 1930 (Groß) Brennen und bis 1945 Brennen genannte Dorf wurde 1465 durch den Deutschen Ritterorden als Freigut mit 40 Hufen nach köllmischem Recht gegründet.
Das Dorf gehörte zum Kreis Johannisburg im Regierungsbezirk Gumbinnen (ab 1905: Regierungsbezirk Allenstein) in der preußischen Provinz Ostpreußen. Von 1874 bis 1945 war es in den Amtsbezirk Drygallen (ab 1938 „Amtsbezirk Drigelsdorf)“ eingegliedert.
In dem am 16. Januar 1907 in „Groß Brennen“ umbenannten Dorf waren 1910 insgesamt 353 Einwohner gemeldet. Aufgrund der Bestimmungen des Versailler Vertrags stimmte die Bevölkerung im Abstimmungsgebiet Allenstein, zu dem Groß Brennen gehörte, am 11. Juli 1920 über die weitere staatliche Zugehörigkeit zu Ostpreußen (und damit zu Deutschland) oder den Anschluss an Polen ab. In Groß Brennen stimmten 200 Einwohner für den Verbleib bei Ostpreußen, auf Polen entfielen keine Stimmen. Am 28. Juli 1930 änderte sich die Namensschreibweise insofern, als die Zusatzbezeichnung aufgehoben und das Dorf lediglich den Namen „Brennen“ führte. Im Jahr 1933 belief sich die Einwohnerzahl auf 375, im Jahr 1939 noch auf 314.
In Kriegsfolge kam das Dorf 1945 mit dem gesamten südlichen Ostpreußen zu Polen und erhielt die polnische Namensform „Pogorzel Wielka“. Heute ist es Sitz eines Schulzenamtes und als solches eine Ortschaft im Verbund der Stadt- und Landgemeinde Biała Piska (Bialla, 1938 bis 1945 Gehlenburg) im Powiat Piski (Kreis Johannisburg), bis 1998 der Woiwodschaft Suwałki, seither der Woiwodschaft Ermland-Masuren zugehörig. Die Einwohnerzahl betrug 2011 insgesamt 210.

## Religionen
Groß Pogorzellen war bis 1945 in das evangelische Kirchspiel Drygallen in der Kirchenprovinz Ostpreußen der Kirche der Altpreußischen Union sowie in die römisch-katholische Kirche Johannisburg im Bistum Ermland eingegliedert.
Heute halten sich die evangelischen Einwohner Pogorzel Wielkas zur Kirchengemeinde in Biała Piska, einer Filialgemeinde der Pfarrei Pisz in der Diözese Masuren der Evangelisch-Augsburgischen Kirche in Polen. In Pogorzel Wielka besteht heute katholischerseits eine eigene Filialkirche, die der Pfarrei Drygały im Bistum Ełk der Römisch-katholischen Kirche in Polen untersteht.

## Schule
Groß Pogorzellen wurde 1762 ein Schulort.

## Verkehr
Pogorzel Wielka liegt an der Woiwodschaftsstraße 667, die die beiden Städte Ełk (deutsch Lyck) und Biała Piska (Bialla, 1938 bis 1945 Gehlenburg) sowie die Landkreise Ełk und Pisz miteinander verbindet. Seit 1885 ist der Ort Bahnstation an der heutigen Bahnstrecke Olsztyn–Ełk (deutsch Allenstein–Lyck).